# Roger Hegi
Roger Hegi (28 febbraio 1956) è un allenatore di calcio ed ex calciatore svizzero, di ruolo centrocampista.

## Carriera

### Giocatore
Roger Hegi iniziò la sua carriera calcistica nel settore giovanile dell’Aarau, esordendo in prima squadra nel 1974. Nella stagione 1977-1978 venne ceduto in prestito allo Young Fellows, per poi fare ritorno all’Aarau a fine stagione. Nel 1984 si trasferì al Lucerna, dove rimase per due stagioni. Nel 1986 passò al San Gallo, con il quale ha militato fino al 1990. Inine, andò al Gossau, dove concluse la sua carriera da calciatore nel 1996.

Della sua carriera da giocatore rimane principalmente la vittoria della Coppa di Lega Svizzera del 1981-1982 con l’Aarau.

### Allenatore
Dopo il ritiro dal calcio giocato nel 1996, Roger Hegi intraprese la carriera da allenatore. Il 26 aprile 1996 assunse la guida tecnica del San Gallo, subentrando a Marcel Koller. Rimase alla guida del club fino al 31 dicembre 1998, dirigendo un totale di 108 partite ufficiali, con un bilancio di 34 vittorie, 34 pareggi e 40 sconfitte.
Il 1º gennaio 1999 divenne allenatore del Grasshoppers. Fu un “traghettatore” dall’addio di Rolf Fringer, fino all’arrivo di Roy Hodgson. Durante il suo incarico, conclusosi il 1º agosto 1999, guidò la squadra in 20 partite ufficiali, ottenendo 13 vittorie, 3 pareggi e 4 sconfitte.
Dopo un periodo lontano dalle panchine, il 1º luglio 2012 assunse l’incarico di allenatore dell’Old Boys Basilea, militante nella Promotion League (terza divisione svizzera). Rimase alla guida della squadra fino al 1º gennaio 2015, dirigendo 78 partite ufficiali, con un bilancio di 24 vittorie, 13 pareggi e 41 sconfitte.
I due traguardi più grandi della sua carriera da allenatore sono le due finali consecutive di Coppa Svizzera, entrambe perse contro il Losanna, nello specifico quella del 1998 con il San Gallo (persa 4-3 ai rigori dopo un 2-2 al termine dei supplementari)  e quella del 1999 (persa 2-0 nei tempi regolamentari). 

Oltre a questo è da menzionare anche il secondo posto (a pari punti con il Servette, la squadra campione, che aveva ottenuto più punti nella regular season del campionato) nella Lega Nazionale A del 1998-1999, stagione in cui era subentrato nel ruolo di allenatore dei Grasshoppers solamente a gennaio.

### Statistiche da allenatore
Statistiche aggiornate al 30 agosto 2024.
| Stagione            | Squadra             | Campionato          | Campionato | Campionato | Campionato | Campionato | Coppe nazionali | Coppe nazionali | Coppe nazionali | Coppe nazionali | Coppe nazionali | Coppe continentali | Coppe continentali | Coppe continentali | Coppe continentali | Coppe continentali | Altre coppe | Altre coppe | Altre coppe | Altre coppe | Altre coppe | Totale | Totale | Totale | Totale | % Vittorie | Piazzamento |
| Stagione            | Squadra             | Comp                | G          | V          | N          | P          | Comp            | G               | V               | N               | P               | Comp               | G                  | V                  | N                  | P                  | Comp        | G           | V           | N           | P           | G      | V      | N      | P      | %          | Piazzamento |
| ------------------- | ------------------- | ------------------- | ---------- | ---------- | ---------- | ---------- | --------------- | --------------- | --------------- | --------------- | --------------- | ------------------ | ------------------ | ------------------ | ------------------ | ------------------ | ----------- | ----------- | ----------- | ----------- | ----------- | ------ | ------ | ------ | ------ | ---------- | ----------- |
| 1995-1996           | San Gallo           | LNA                 | 5          | 1          | 1          | 3          | CS              | 1               | 0               | 0               | 1               |                    | -                  | -                  | -                  | -                  |             | -           | -           | -           | -           | 6      | 1      | 1      | 4      | 16,67      | Sub. 9º     |
| 1996-1997           | San Gallo           | LNA                 | 36         | 10         | 13         | 13         | CS              | 1               | 0               | 0               | 1               |                    | -                  | -                  | -                  | -                  |             | -           | -           | -           | -           | 37     | 10     | 13     | 14     | 27,03      | 6º          |
| 1997-1998           | San Gallo           | LNA                 | 36         | 11         | 14         | 11         | CS              | 3               | 2               | 0               | 1               |                    | -                  | -                  | -                  | -                  |             | -           | -           | -           | -           | 39     | 13     | 14     | 12     | 33,33      | 6º          |
| lug.-dic. 1998      | San Gallo           | LNA                 | 22         | 7          | 6          | 9          |                 | -               | -               | -               | -               | Int.               | 4                  | 3                  | 0                  | 1                  |             | -           | -           | -           | -           | 26     | 10     | 6      | 10     | 38,46      | Dimis.      |
| Totale San Gallo    | Totale San Gallo    | Totale San Gallo    | 99         | 29         | 34         | 36         |                 | 5               | 2               | 0               | 3               |                    | 4                  | 3                  | 0                  | 1                  |             |             |             |             |             | 108    | 34     | 34     | 40     | 31,48      |             |
| gen.-giu. 1999      | Grasshoppers        | LNA                 | 14         | 8          | 3          | 3          | CS              | 5               | 4               | 0               | 1               |                    | -                  | -                  | -                  | -                  |             | -           | -           | -           | -           | 19     | 12     | 3      | 4      | 63,16      | Sub. 2°     |
| lug. 1999           | Grasshoppers        | LNA                 | 1          | 1          | 0          | 0          |                 | -               | -               | -               | -               |                    | -                  | -                  | -                  | -                  |             | -           | -           | -           | -           | 1      | 1      | 0      | 0      | 100,00&    | Risoluz.    |
| Totale Grasshoppers | Totale Grasshoppers | Totale Grasshoppers | 15         | 9          | 3          | 3          |                 | 5               | 4               | 0               | 1               |                    |                    |                    |                    |                    |             |             |             |             |             | 20     | 13     | 3      | 4      | 65,00      |             |
| 2012-2013           | Old Boys Basilea    | PL                  | 30         | 10         | 7          | 13         | CS              | 1               | 0               | 0               | 1               |                    | -                  | -                  | -                  | -                  |             | -           | -           | -           | -           | 31     | 10     | 7      | 14     | 32,26      | 9º          |
| 2013-2014           | Old Boys Basilea    | PL                  | 28         | 9          | 3          | 16         | CS              | 1               | 0               | 0               | 1               |                    | -                  | -                  | -                  | -                  |             | -           | -           | -           | -           | 29     | 9      | 3      | 17     | 31,03      | 13º         |
| 2014-2015           | Old Boys Basilea    | PL                  | 17         | 5          | 3          | 9          | CS              | 1               | 0               | 0               | 1               |                    | -                  | -                  | -                  | -                  |             | -           | -           | -           | -           | 18     | 5      | 3      | 10     | 27,78      | Eson.       |
| Totale Young Boys   | Totale Young Boys   | Totale Young Boys   | 75         | 24         | 13         | 38         |                 | 3               | 0               | 0               | 3               |                    |                    |                    |                    |                    |             |             |             |             |             | 78     | 24     | 13     | 41     | 30,77      |             |
| Totale carriera     | Totale carriera     | Totale carriera     | 189        | 62         | 50         | 77         |                 | 13              | 6               | 0               | 7               |                    | 4                  | 3                  | 0                  | 1                  |             |             |             |             |             | 206    | 71     | 50     | 85     | 34,47      |             |

## Palmarès

### Giocatore

#### Competizioni nazionali
- Coppa di Lega Svizzera: 1

Aarau: 1981-1982